# Jan Tops
Johannes Augustinus Petrus Tops –conocido como Jan Tops– (Valkenswaard, 5 de abril de 1961) es un jinete neerlandés que compitió en la modalidad de salto ecuestre.
Participó en cuatro Juegos Olímpicos de Verano, entre los años 1988 y 2000, obteniendo una medalla de oro en Barcelona 1992, en la prueba por equipos (junto con Piet Raijmakers, Bert Romp y Jos Lansink). Ganó tres medallas en el Campeonato Europeo de Saltos Ecuestres entre los años 1991 y 1999.

## Palmarés internacional
| Juegos Olímpicos   | Juegos Olímpicos        | Juegos Olímpicos  | Juegos Olímpicos |
| Año                | Lugar                   | Medalla           | Categoría        |
| ------------------ | ----------------------- | ----------------- | ---------------- |
| 1992               | Barcelona (España)      | Medalla de oro    | Por equipos      |
| Campeonato Europeo |                         |                   |                  |
| Año                | Lugar                   | Medalla           | Categoría        |
| 1991               | La Baule (Francia)      | Medalla de oro    | Por equipos      |
| 1997               | Mannheim (Alemania)     | Medalla de plata  | Por equipos      |
| 1999               | Hickstead (Reino Unido) | Medalla de bronce | Por equipos      |